# Nepismeni vuk (BrudBBB pjesma)
Nepismeni vuk pjesma je zagrebačkog glazbenog projekta i benda BrudBBB objavljena 5. prosinca 2014. godine, na izdavačkoj kući Fantom Studio Production.   
Pjesma je specifična jer u sebi sadrži hrvatski i njemački jezik, a u suštini priča modificiranu verziju vica iz naroda. Ujedno je i prva nova originalna pjesma benda, a druga u karijeri, nakon dotadašnjeg objavljivanja nekoliko verzija pjesme Lažni prijatelj.   

## Pozadina
U jesen 2014. godine, nakon ljetnog uspjeha EP-ja Lažni prijatelj, BruddBBB i Fantom sastaju se u Fantom studiju, Laboratoriju kako bi snimili novu pjesmu. Nedugo prije toga, duo se susreo s njihovim dugogodišnjim poznanikom Komarom Pavlinekom, prilikom čega im je Komar ispričao vic o takozvanom nepismenom vuku. Vic se zbog svoje banalnosti i na kraju krajeva besmisla, toliko svidio bendu da su ga odlučili uglazbiti.   
Pjesma je snimljena i izmiksana u jednoj večeri, dok je glavni cover singla fotografiran u klubu Hard Place u Zagrebu.  

## Stil i uzori
Žanr pjesme često je opisan kao heavy metal i alternativni metal. U razdoblju snimanja, producent Fantom intenzivno je slušao album St. Anger od grupe Metallica, čiji je utjecaj na pjesmi vrlo očit. Nepismeni vuk je svojevrsni omaž St. Angeru i Rammsteinu. izjavio je jednom prilikom Fantom. Pjesma je snimljena u drop C štimu, te se bazira na heavy metal riffu, kojeg pri kraju pjesme komplimentira solo. Brudova vokalna izvedba svodi se većinom na glasno deranje, svojstveno heavy metal i hardcore punk žanrovima. U srednjem djelu pjesme recitira završni dio teksta kojeg na kraju objedinjuje ponavljanjem refrena: Und wolf wirft!(I vuk baci!).
Tekst se sastoji od dva djela: prvog, koji je u suštini glavni tekst vica, te drugog koji prepričava bajku o Crvenkapici na njemačkome jeziku, te koristi poantu vica u refrenu.

## Track listing
Digital single
| 1.   | »Nepismeni vuk« | 2:45 |
| 2:45 |                 |      |

## Produkcija
- BrudBBB - vokal, gitara
- Fantom – gitara, bas, bubnjevi

- Autor glazbe: Fantom
- Autor teksta: narodni vic; BrudBBB
- Produkcija: Fantom
- Miksanje i master: Fantom
- Snimljeno: Fantom Studio